# Fran Navarro
Pour les articles homonymes, voir Navarro.
Francisco José Navarro Aliaga, plus connu sous le nom de Fran Navarro, né le 3 février 1998 à Valence en Espagne, est un footballeur espagnol qui joue au poste d'avant-centre au SC Braga.

## Biographie

### Valence CF
Natif de Valence en Espagne, Navarro passe de la formation de Levante UD à celle du voisin du Valence CF.
Le 26 janvier 2019, Navarro est convoqué pour la première fois en équipe première - dû l'indisponibilité de Kevin Gameiro - lors d'un match à domicile pour le compte de la 21e journée de Liga contre le Villarreal CF, victoire 3-0 de Valence. Cependant, il n'entrera pas en jeu.
Le 11 juillet 2019, il est prêté au club belge du KSC Lokeren pour la saison 2019-2020. Navarro inscrit son premier but, le 26 septembre, contre le Royal Antwerp en Coupe de Belgique. Le 5 octobre, il marque son seul but en championnat lors de la victoire de son équipe 3-2 face au OH Louvain.

### Gil Vicente FC
Le 26 juin 2021, son contrat avec Valence expire, Navarro signe libre pour 3 ans au Gil Vicente FC. Lors de la première journée du championnat, il inscrit un doublé contre le Boavista FC (victoire 3-0 de Gil Vicente). Avec 16 buts au compteur à la fin de la saison, il est le quatrième meilleur buteur du championnat. Élément essentiel de la cinquième place historique au classement de Gil Vicente, qui se qualifie pour la première fois de son histoire pour une coupe d'Europe, Navarro voit, entre autres, les trois grands clubs du pays commencer à s'intéresser de près à lui.
Il reste cependant dans le club de Barcelos pour la saison 2022-2023. Titularisé sur les trente-quatre journées, il termine cette fois-ci à la troisième place du classement des buteurs, à égalité avec João Mário, avec 17 buts, derrière Gonçalo Ramos et Mehdi Taremi. Navarro marque sur les trois grandes pelouses du championnat : Estádio da Luz contre Benfica, Estádio do Dragão contre le FC Porto et le Estádio José Alvalade contre le Sporting CP.

### FC Porto
L'accord entre gilistas et dragões pour le transfert de Navarro aurait été, selon l'intégralité de la presse du pays, conclu en janvier 2023. Estimé à 6 millions d'euros pour 90% des droits sportifs du joueur, le transfert ne sera officialisé qu'à la fin de la saison, le 5 juillet. Fran Navarro signe pour 5 ans et devient le 14e joueur espagnol à porter le maillot bleu et blanc du FC Porto. 
Devant faire face à la concurrence avec Toni Martínez, Evanilson ou encore Mehdi Taremi, Navarro débute à Porto avec le statut de remplaçant. Sa première apparition a lieu à Aveiro à l'occasion de la rencontre de Supercoupe du Portugal, le 9 août 2023. Entré en jeu à la 81e, il ne peut empêcher la défaite des siens face au rival SL Benfica (2-0). C'est lors de sa neuvième apparition, en seizième de finale de Coupe du Portugal contre le CDC Montalegre, qu'il inscrit son premier but. Entré en jeu à la 57e, il est servi cinq minutes plus tard par André Franco et porte le score à 4-0.

## Statistiques
| Saison                | Club                  | Championnat           | Championnat | Championnat | Championnat | Coupe nationale | Coupe nationale | Coupe nationale | Coupe de la Ligue | Coupe de la Ligue | Coupe de la Ligue | Supercoupe | Supercoupe | Supercoupe | Compétition(s) continentale(s) | Compétition(s) continentale(s) | Compétition(s) continentale(s) | Compétition(s) continentale(s) | Total | Total | Total |
| Saison                | Club                  | Division              | M.          | B.          | P.d.        | M.              | B.              | P.d.            | M.                | B.                | P.d.              | M.         | B.         | P.d.       | Comp.                          | M.                             | B.                             | P.d.                           | M.    | B.    | P.d.  |
| 2014-2015             | Valence CF B          | Segunda División B    | 2           | 0           | -           | -               | -               | -               | -                 | -                 | -                 | -          | -          | -          | -                              | -                              | -                              | -                              | 2     | 0     | 0     |
| 2015-2016             | Valence CF B          | Segunda División B    | 4           | 1           | -           | -               | -               | -               | -                 | -                 | -                 | -          | -          | -          | -                              | -                              | -                              | -                              | 4     | 1     | 0     |
| 2016-2017             | Valence CF B          | Segunda División B    | 4           | 2           | -           | -               | -               | -               | -                 | -                 | -                 | -          | -          | -          | -                              | -                              | -                              | -                              | 4     | 2     | 0     |
| 2017-2018             | Valence CF B          | Segunda División B    | 31          | 4           | -           | -               | -               | -               | -                 | -                 | -                 | -          | -          | -          | -                              | -                              | -                              | -                              | 31    | 4     | 0     |
| 2018-2019             | Valence CF B          | Segunda División B    | 35          | 9           | -           | -               | -               | -               | -                 | -                 | -                 | -          | -          | -          | -                              | -                              | -                              | -                              | 35    | 9     | 0     |
| 2020-2021             | Valence CF B          | Segunda División B    | 22          | 11          | -           | -               | -               | -               | -                 | -                 | -                 | -          | -          | -          | -                              | -                              | -                              | -                              | 22    | 11    | 0     |
| Sous-total            | Sous-total            | Sous-total            | 98          | 27          | 0           | 0               | 0               | 0               | 0                 | 0                 | 0                 | 0          | 0          | 0          | -                              | 0                              | 0                              | 0                              | 98    | 27    | 0     |
| 2018-2019             | Valence CF            | La Liga               | -           | -           | -           | -               | -               | -               | -                 | -                 | -                 | -          | -          | -          | -                              | -                              | -                              | -                              | 0     | 0     | 0     |
| 2019-2020             | KSC Lokeren (prêt)    | Proximus League       | 12          | 1           | 3           | 2               | 1               | 0               | -                 | -                 | -                 | -          | -          | -          | -                              | -                              | -                              | -                              | 14    | 2     | 3     |
| Sous-total            | Sous-total            | Sous-total            | 12          | 1           | 3           | 2               | 1               | 0               | 0                 | 0                 | 0                 | 0          | 0          | 0          | -                              | 0                              | 0                              | 0                              | 14    | 2     | 3     |
| 2021-2022             | Gil Vicente FC        | Primeira Liga         | 32          | 16          | 0           | 1               | 0               | 0               | 2                 | 0                 | 0                 | -          | -          | -          | -                              | -                              | -                              | -                              | 35    | 16    | 0     |
| 2022-2023             | Gil Vicente FC        | Primeira Liga         | 34          | 17          | 3           | 2               | 0               | 0               | 4                 | 2                 | 0                 | -          | -          | -          | C4                             | 3                              | 2                              | 0                              | 43    | 21    | 3     |
| Sous-total            | Sous-total            | Sous-total            | 66          | 33          | 3           | 3               | 0               | 0               | 6                 | 2                 | 0                 | 0          | 0          | 0          | -                              | 3                              | 2                              | 0                              | 78    | 37    | 3     |
| 2023-2024             | FC Porto              | Primeira Liga         | 6           | 0           | 0           | 2               | 1               | 0               | -                 | -                 | -                 | 1          | 0          | 0          | C1                             | 1                              | 0                              | 0                              | 10    | 1     | 0     |
| 2023-2024             | Olympiakós FC (prêt)  | Super League          | 16          | 5           | 0           | 2               | 0               | 0               | -                 | -                 | -                 | -          | -          | -          | -                              | -                              | -                              | -                              | 18    | 5     | 0     |
| 2024-2025             | FC Porto              | Primeira Liga         | 4           | 0           | 0           | 2               | 0               | 0               | -                 | -                 | -                 | 1          | 0          | 0          | -                              | -                              | -                              | -                              | 7     | 0     | 0     |
| 2024-2025             | SC Braga (prêt)       | Primeira Liga         | 10          | 4           | 0           | 2               | 0               | 0               | 1                 | 0                 | 0                 | -          | -          | -          | -                              | -                              | -                              | -                              | 13    | 4     | 0     |
| Sous-total            | Sous-total            | Sous-total            | 36          | 9           | 0           | 8               | 1               | 0               | 1                 | 0                 | 0                 | 2          | 0          | 0          | -                              | 1                              | 0                              | 0                              | 48    | 10    | 0     |
| Total sur la carrière | Total sur la carrière | Total sur la carrière | 212         | 67          | 6           | 13              | 2               | 0               | 7                 | 2                 | 0                 | 2          | 0          | 0          | -                              | 4                              | 2                              | 0                              | 238   | 73    | 6     |

## Palmarès
FC Porto
- Vainqueur de la Coupe du Portugal en 2024.
- Vainqueur de la Supercoupe du Portugal en 2024.